# قطران الفحم
قطران الفحم أو الفحم القاري هو سائل بني أو أسود عالي الكثافة له رائحة تشبه رائحة النفثالين. وينتج قطران الفحم كناتج ثانوي من تكويك الحصول على فحم الكوك من الفحم الحجري.
يتكون هذا القطران من مزيج من الفينولات العالية الوزن الجزيئي ومن الهيدروكربونات العطرية متعددة الحلقات ومن المركبات الحلقية غير المتجانسة.

## الاستخدامات
لقد استخرجه القدماء واستخدم للطلاء أو لدهن الحيوانات التي تعاني من بعض الحشرات أو الحساسية المفرطة أو الجرب. وفي طلي الأواني.